# Come Out and Play (песня Билли Айлиш)
«Come Out and Play» (стилизовано под строчные буквы) — песня американской певицы Билли Айлиш, выпущенная 20 ноября 2018 года на лейблах Darkroom и Interscope Records. Трек был написан Айлиш и её братом Финнеасом О’Коннеллом, который также спродюсировал его. Трек был выпущен вместе с праздничной рекламой для технологической компании Apple, предоставленный в качестве саундтрека. Он дебютировал в различных странах, включая США и Великобританию, и достиг топ-40 в Австралии, Новой Зеландии, Канаде и Ирландии. Позже песня была включена в японское издание её дебютного альбома When We All Fall Asleep, Where Do We Go? (2019), наряду с «When I Was Older» из сборника Music Inspired by The Film Roma (2019).

## Музыка и текст
Песня представляет собой балладу, начинающуюся с «нескольких нежных гитарных нот, после чего Айлиш выступает с вокалом настолько мягким, что он звучит как колыбельная» и далее включает в себя «прозрачную атмосферу и текстурированную перкуссию». Лирически в песне Айлиш пытается попросить друга больше не прятаться, связывая с темой рекламы Apple, в которой используется песня, озаглавленная «Share Your Gifts».

## Предыстория и релиз
К Айлиш и её брату обратилась компания Apple, которая прислала им раннюю версию праздничного рекламного ролика под названием «Holiday — Share Your Gifts». Затем брат с сестрой написали песню, основанную на теме рекламы. Она была записана в доме их родителей с помощью Mac и студийного звукозаписывающего программного обеспечения Logic Pro X. Премьера трека состоялась на радиошоу Зейна Лоу Beats 1.

## Творческая группа
Кредиты адаптированы с YouTube-канала Билли Айлиш.
- Билли Айлиш  – вокал, автор песни
- Финнеас О’Коннелл  – бэк-вокал, бас, гитара, ударные, фортепиано, программирование, звукорежиссёр, автор песни, продюсер
- Роб Кинельски  – микширование
- Джон Гринхэм  – мастеринг

## Чарты
| Чарт (2018–2020)                               | Высшая позиция |
| ---------------------------------------------- | -------------- |
| Австралия (ARIA)                               | 23             |
| Австрия (Ö3 Austria Top 40)                    | 53             |
| Бельгия/Фландрия (Ultratip Bubbling Under)     | 9              |
| Канада (Billboard Canadian Hot 100)            | 36             |
| Чехия (Singles Digitál Top 100)                | 22             |
| Ирландия (IRMA)                                | 21             |
| Латвия (LAIPA)                                 | 13             |
| Нидерланды (Single Top 100)                    | 77             |
| Новая Зеландия (Recorded Music NZ)             | 17             |
| Словакия (Singles Digitál Top 100)             | 13             |
| Республика Корея (Gaon)                        | 115            |
| Швеция (Sverigetopplistan)                     | 69             |
| Швейцария (Schweizer Hitparade)                | 61             |
| Великобритания (OCC UK Singles)                | 47             |
| США (Billboard Hot 100)                        | 69             |
| США Alternative Digital Song Sales (Billboard) | 3              |
| США Pop Digital Song Sales (Billboard)         | 11             |

## Сертификации
| Регион                                                                      | Сертификация | Продажи |
| --------------------------------------------------------------------------- | ------------ | ------- |
| Австралия (ARIA)                                                            | Золотой      | 35 000  |
| Канада (Music Canada)                                                       | Платиновый   | 80 000  |
| Данные о продажах + прослушиваниях приведены только на основе сертификации. |              |         |

## История релиза
| Страна    | Дата           | Формат                     | Лейбл                       | Прим.  |
| --------- | -------------- | -------------------------- | --------------------------- | ------ |
| Различная | 20 ноября 2018 | Цифровая загрузка стриминг | Interscope Records Darkroom | [ 29 ] |